# Culinária do Sri Lanka
A culinária do Sri Lanka foi influenciada pela sua localização geográfica, privilegiada para as trocas culturais, incluindo os temperos, mas também outros ingredientes, de várias regiões do Oceano Índico. A base da alimentação dos cingaleses (e também dos tâmeis, que formam uma importante minoria étnica) é o arroz, preparado de várias maneiras: cozido em água ou ao vapor, ou ainda transformado em farinha, o arroz nunca falta numa refeição do Sri Lanka, normalmente acompanhado de um ou vários caris, quase sempre preparados com leite de coco, que é outro ingrediente principal desta culinária. 
O caril pode ser de peixe, de qualquer tipo de carne, ou de vegetais ou grãos (principalmente vários tipos de lentilhas) e é normalmente acompanhado por sambols, que são equivalentes aos chatnis, mas quase sempre de preparação mais simples. 
O país tem ainda uma tradição de doces, alguns preparados especialmente para ocasiões especiais, como o Ano Novo cingalês e tâmil, que é celebrado em Abril, outros servidos ao pequeno-almoço, e ainda outros vendidos na rua, para dar energia quando a refeição ainda demora. Os doces preparados para esta celebração incluem os kavum e os kokis (fritos muito parecidos com as filhós de forma portuguesas), que são os favoritos, mas também asmi, dodol, pani valalu (aneis de mel) e athirasa (ver abaixo na secção Doçaria do Sri Lanka). Outra iguaria típica, embora não exclusiva desta celebração, é o kiribath (arroz cozido em leite de coco, que não é doce, mas pode ser comido com um doce ou com uma preparação salgada ou mesmo picante. 
Os doces tradicionais do Ano Novo cingalês e tâmil são também procurados ao longo do ano para outras celebrações, tais como o Ano Novo ocidental (1 de Janeiro), Natal, Ramazan e Thaipongal. Para além disso, são também oferecidos em festas de aniversário, inaugurações e outras cerimónias oficiais.

## Algumas preparações culinárias do Sri Lanka
- Hoppers - as apas cingalesas, ou seja, as bolachas ou pão preparadas para o pequeno-almoço ou para o jantar, são feitas com massa de farinha de arroz com leite de coco e vinho-de-palmeira, que serve como fermento, assadas numa frigideira côncava, como um wok chinês, e servidas com diferentes recheios, desde ovos fritos, até doces. [1]
- Kottu – são caris em que se misturam vários ingredientes, podendo produzir um prato vegetariano, se não se juntar carne. [4]
- Mallung - é outro acompanhamento das refeições no Sri Lanka, baseado em vegetais verdes, mas neste caso cozinhados em óleo e temperos. Os vegetais podem ser espinafre, acelga, nabiça, chicória ou outros, misturados ou não e finamente cortados. Numa panela onde caibam os vegetais, aquecem-se sementes de mostarda até começarem a abrir; junta-se folha-de-caril, açafrão, peixe-das-maldivas (opcional) e os vegetais cortados, mexendo sempre para que o conjunto não queime. Quando os vegetais estiverem cozidos, junta-se coco ralado e malagueta e deixa-se ao fogo, mexendo sempre mais alguns minutos. [5]
- Kiribath - este prato, cujo nome significa "arroz com leite", uma vez que é preparado cozendo arroz em leite-de-coco muito concentrado, não é doce e é muitas vezes servido com "lunu miris", uma mistura de cebola vermelha finamente picada, malagueta e sumo de limão, ou com "panipol", um doce feito com coco partido em palitos, caramelizados em jagra e baunilha. [6] Duas variantes são o mun kiribath, em que o arroz é cozido juntamente com feijão-mungo, [7] e o imbul kiribath, em que o "panipol" é colocado como um recheio, dando ao doce a forma dum "fruto-imbul" ou "jamum" (que pode ser associado ao jambalau). [8]

## Doçaria do Sri Lanka
- Kavum é um nome genérico para vários tipos de bolos fritos, que fazem parte da doçaria servida durante o Ano Novo cingalês e tâmil, junto com o kiribath. A base da massa é normalmente a farinha de arroz e os restantes ingredientes variam. Os moong kavum, por exemplo, levam puré de feijão-mungo, um pequeno feijão redondo, de cor verde quando seco; os athiraha or athirasa são preparados fazendo uma pasta com semolina torrada, farinha de arroz e xarope-de-palmeira (a seiva que não se deixa fermentar, nem se transforma em jagra). Os pani walalu ou unduwal são também feitos com feijão-mungo e farinha de arroz, mas fritos na forma de "macarrões" grossos e transformados num novelo aberto e depois mergulhados em xarope de palmeira ou de açúcar.
- Aluwa é uma espécie de nogá em que se mistura castanha de caju pilada grosseiramente com um xarope de açúcar a que não se deixou ganhar ponto (ou xarope-de-palmeira), aromatizado com sementes de cardamomo moídas. A mistura deve ser feita fora do lume e, quando estiver quase fria, junta-se farinha de arroz torrada, mexe-se bem e deita-se num tabuleiro ou prato, de forma a ficar com uma espessura de cerca de 1 cm. Corta-se em quadrados, que se passam por um pouco de farinha torrada. [9]
- Dodol é é um tipo de doce à base de leite-de-coco, farinha de arroz e jagra, típico das culinárias do Sri Lanka[carece de fontes?] e de Goa. [10]
- Kokis são fritos de farinha de arroz, muito parecidos com as filhós de forma da culinária de Portugal, tradicionalmente preparados para o Ano Novo.
- Bibikkan, também chamado “pol-cake” ou “porunu-appa”, é um bolo tipico do Sri Lanka, sempre preparado para o Ano Novo cingalês e tâmil, feito à base de semolina, coco ralado e várias conservas de frutas e condimentos. Começa por se preparar a mistura de coco (“pani pol”), assando numa frigideira sementes de funcho e cardamomos, que são depois triturados; na mesma frigideira, assa-se casca de laranja ou lima cristalizada e gengibre e reserva-se. Numa panela, aquece-se açúcar ou jagra até formar um xarope; tira-se do lume e mistura-se coco ralado. A esta mistura, juntam-se os temperos já preparados, semolina (que segundo uma receita, deve ser ligeiramente torrada), caju e tâmaras cortadas em pequenos pedaços, compota de melão, sal, baunilha, canela, água de rosas e fermento em pó (uma receita aconselha a misturar um ovo batido, para a mistura ficar mais leve). Coloca-se numa forma untada e põe-se a cozer em forno brando durante uma hora e meia a duas horas. [11] [12]
- Wattalapan é um pudim feito com leite de coco, ovos, jagra e alguns condimentos. Aparentemente introduzido no Sri Lanka por malaios, tornou-se uma das sobremesas mais populares deste país. [13]

## Sambols
Sambols são acompanhamentos tradicionais das refeições do Sri Lanka, equivalentes aos picles ou chatnis doutras culturas. 
Os principais são o sambol de tomate, o de pepino e o de coco. O sambol de tomate consiste em misturar tomate finamente partido com leite de coco, cebola picada e malagueta verde, a que se tiraram as sementes, também picada; a mistura é temperada com sumo de limão e sal; se se preferir um sambol mais picante, pode juntar-se malagueta vermelha seca e moída.
Para preparar o sambol de pepino, deve primeiro cortar-se o vegetal em fatias finas, salpicá-lo com sal e deixar drenar os sucos durante pelo menos 30 minutos. Depois, passa-se por água, seca-se e tempera-se como o sambol de tomate.
O sambol de coco, também chamado pol-sambola é feito utilizando o coco ralado e algum leite de coco remanescente da preparação dos outros sambols; tempera-se esta mistura como os outros sambols, mas é típico levar peixe-das-maldivas.